# Орлов, Николай Александрович (учёный)
Николай Александрович Орлов (18 октября 1895[календарный стиль?], Санкт-Петербург — 26 сентября 1937, Саратов) — советский геолог, геохимик-органик и углехимик, доктор химических наук.

## Биография
Родился 6 (18) октября 1895[календарный стиль?] года в Санкт-Петербург.

Лаборатория химии угля, 1934 год. Н. А. Орлов — в центре. Стоит второй справа — В. А. Успенский

Окончил химфак Петроградского университета. Работал в лаборатории академика В. Н. Ипатьева, своего университетского учителя.
В 1929 году перешёл в Угольный геологоразведочный институт ГГРУ, где организовал и возглавил (с 1 февраля 1930 года) лабораторию химии угля.
В 1933 году арестован и три месяца провёл в тюрьме в связи с невозвращением Ипатьева из зарубежной командировки.
В 1934 году получил звание доктор химических наук, без защиты диссертации.
В марте 1935 года арестован вторично (как «социально-опасный элемент») и выслан в Саратов.
Работал заведующим кафедрой горючих ископаемых Саратовского университета.
15 сентября 1937 года был вновь арестован.
26 сентября 1937 года осуждён Тройкой НКВД СССР Приволжского военного округа за антисоветскую деятельность, приговор ВМН.
Расстрелян 26 сентября 1937, в городе Саратов.
Реабилитирован ВС СССР 20 апреля 1957 года.